# فرگوسن روتیچ
فرگوسن روتیچ (انگلیسی: Ferguson Rotich؛ زادهٔ ۳۰ نوامبر ۱۹۸۹) دونده اهل کنیا است.
وی در مسابقات کشوری و بین‌المللی در مجموع برندهٔ ۱ مدال نقره، ۱ مدال برنز شده‌است.